# メダロット (ゲーム 第1作)
『メダロット』は、1997年11月28日にイマジニアから発売されたゲームボーイ用RPG。

## 概要
「メダロットシリーズ」の第1作。『カブト』『クワガタ』の基本2バージョン、ライバルが主人公の番外編『パーツコレクション』『パーツコレクション2』（以下パーコレ）の計4バージョンが発売された。
基本バージョンではそれぞれで入手できないパーツがあり、パーコレではすべてのパーツが入手できる。
開発はナツメによる。キャラクターデザインはほるまりん、BGMは山下絹代。
通称『メダロット1』。
登場するメダロット（パーツ）の種類は60機体（240種）と少なめだが、基本システムは既に完成されている。メダルとモチーフの同じ（対応する）メダロットが何体か存在しており、以降のシリーズでも受け継がれる特徴となる。本作にはメダルは28枚存在するが、そのうち基本バージョンでシナリオの中で入手可能なのは限られており、残りは通信対戦でメダルを奪った際、一定の条件の下出現する。
舞台は現代で、主人公が子供というのは『ポケットモンスター』シリーズに似通っているが、ナンセンスのテイストではこちらが勝っている、というゲーム専門書籍の評価もある。
ヒロインは秋田キララと秋葉原ナエの2人おり、それぞれに対応したエンディングが用意されている。またそのどちらでもないノーマルエンドもある。
1999年5月4日には『メダロット パーフェクトエディション』（以下PE）としてワンダースワンに移植された。移植ではあるがグラフィックはほぼ全面差し替え、キャラクターの台詞やインターフェイスを大幅に変更・追加、ワンダースワンのワイド画面に対応させたリメイク作品となっている。
2004年12月16日にはロケットカンパニーの開発によるゲームボーイアドバンス用『真型メダロット』（以下真型）が発売された。機体デザインや登場キャラクターのデザインを北沢直樹が担当しており、グラフィックは旧来のシリーズとは全く別の路線であるがシナリオやキャラクター設定は『1』のリニューアルとなっている。インターフェイス、システム、パーツのステータスの数値は『メダロット弐CORE』のものを使用しており、『1』には無かったメダフォースも採用されている。音楽も山下絹代が担当しているものの旧来のものと異なり、キャラクターデザインも一新されている。
後年、グラフィッカーの平野佳菜が語った所によると、ディレクターの白川照幸は当時新人にも関わらずシナリオ執筆とシステム設計を全て抱え込み、結果として仕事を捌ききれず、原作サイドであるコミックボンボン側から提供されたシナリオソースが繋ぎ合わされないまま切れ切れに配置された意味不明なシナリオになってしまった。その後、急遽平野が陣頭に立ってシナリオ会議を開き、矛盾しないようにストーリーを繋ぎ合わせた。その反省により『2』からは白川はシナリオに携わらずシステム制作とディレクター業に専念し、シナリオはグラフィックを外れた平野が手掛ける事になった。

## あらすじ
主人公・アガタヒカルは夏休み、公園で偶然メダロットの命とも言えるメダルを拾う。初めて手にしたメダロットとともに過ごす内、次第に実力をつけたヒカルはロボトルトーナメントを勝ち抜いていくが、徐々に悪の組織ロボロボ団との戦いに巻き込まれていく。（真型メダロットでは主人公はヒカルではなく、ガンマとなる。）

## 登場キャラクター
アガタヒカル
初代「メダロット」の主人公。やや内向的ではあるが調子の良い少年。『2』以降は成長した姿で登場。
主人公機
愛犬ボナパルトがメダルを拾ってきてヒカルと出会う。バージョンで違う。
ゲーム的には最初の機体以上の意味はないが、PEではメインキャラとしてストーリーに絡む。
便宜上漫画版名称で記しているが好きな名前が付けられる。
- メタビー

カブトバージョンの主人公機。名前は「メタルビートル」の略。
カブトメダルでパーツは「メタルビートル（パワービートル）」を使用。
『1』のカブトバージョンでも少し登場する。
- ロクショウ

クワガタバージョンの主人公機。名前は緑青から。
クワガタメダルでパーツは「ヘッドシザース」を使用。
『2』クワガタバージョンでも少し登場する。
PEでは基本的には物静かだが、ヒカルのことを「御主人様」と呼び、ひょんなことから女性ばかりの部屋に連れ込まれた際に「このような女性ばかりの部屋ではどうすればよいか困る」と動揺した面を見せた。
秋田キララ
ヒカルの幼馴染で、ヒカルの頭が上がらない相手。中盤以降は何故か変装して「北野コマチ」を名乗り、陰ながらヒカルをサポートする。
エンディングが用意されたヒロイン。ナエと違って特別な条件は必要無いが、行動次第ではフラグ折れとなってしまう可能性もある。エンディングを迎えた場合はクリア後にヒカルの家に遊びに来るが、迎えなかった場合はヒカルを君付けで呼ぶなど他人行儀に振る舞うようになる。
二毛作ユウキ
ヒカルのライバルとなる、メダロット社の御曹司。愛機は高速移動と高威力が自慢の「ロールスター」。
気障な性格で、『パーツコレクション2』では主人公を務める。
『3』にも登場。
パディ
ユウキのガールフレンド。愛機は「ベティベア」。『パーツコレクション』では主人公となる。『3』にも登場。
イセキ、ヤンマ、クボタ
左から女男男の悪ガキ3人組。ヒカルの足止めをしたりする。
イセキは『パーフェクト・エディション』でヒカルに好意を持っている節がある。
メダロット博士
メダロット界の権威。本名はアキハバラ アトム。次回作以降と違って本作では殆どストーリーに絡まず、グラフィックも他の研究員と同じ。
タイフーン
「チカラヅクのタイフーン」を名乗る。ロボロボ団のリーダー格で、表の姿はセレクト隊のリーダー、タイヨウ。ロボトルディフェンディングチャンピオンでもあった。「魔の10日間」事件における主犯格。「ヘルフェニックス」を使う。
レイカ
「ヒステリーのレイカ」を名乗るロボロボ団幹部。表の姿はセレクト隊女性隊員ミノリ。「ユイチイタン」を操り、海で大暴れした。
イナゴ
「ヨナキのイナゴ」を名乗るロボロボ団幹部。表の姿はセレクト隊幼児隊員ダイチ。「モンキーゴング」を従えて山奥で暴れた。
スズメ
「モノワスレのスズメ」を名乗るロボロボ団幹部。表の姿はセレクト隊老人隊員カカシ。「クローテングー」を従える。
ヒヨコ売り
ヒカルの家の近くでヒヨコを売る人物。しかしその言動は怪しい。ヒカルがヒロインとのエンディングを迎えられないと、最後に現れて彼に青いヒヨコを渡す。
『パーフェクト・エディション』でセレクト隊を調査していた特別捜査官だと明かす。
秋葉原ナエ
メダロット博士の孫。癒し系ヒロイン。まだ子供ながらメダロットの研究に携わっている。エンディングも存在するが、キララと違って隠しイベントを回って条件を満たさなければならない。
宇宙人
メダロットの殖えた地球を監視するために、宇宙から来たメダロット「コスモエイリアン」。セレクトビルから転落したヒカルとタイヨウを助けた。
ミルキー
『navi』などを除きゲーム版のほとんどのシリーズに出演している謎の魔法少女。主に通信のナビゲーターを担当しているが、『1パーツコレクション』では通信ギャルに見せかけたラスボスであったり、『2』ではロボロボ団に協力して子供をさらったり、『5』と『G』ではコイシマルの前に現れては、前者ではロボトルクッキーを、後者ではメダルを与えたりと、トリックスターとして現れる。今は亡きメダロット公式ページでもナビゲーターを担当していた。魔法の掛け声は「メダトルロボトルミルミルキー」。
モデルはスタッフの平野佳菜。
ボナパルト
ヒカルの飼い犬。メダルを拾ってヒカルに引き合わせた。

## 登場キャラクター（真型）
ガンマ
主人公。愛犬カムイがメダルを拾ってくることから全てがはじまる。性格は単なる熱血馬鹿。口は悪いが一応正義感はあるようす。
ビート
ガンマの相棒。カムイが拾って来たメダルをセットされたカブト型。「カブトバージョン」。
セルヴォ
ガンマの相棒。カムイが拾って来たメダルをセットされたクワガタ型。「クワガタバージョン」。
アイリス
ヒロインでありブラスの後継機のメダロットを使用する。変装が好きらしい。相棒はメイリンローブ。
リュウキ
主人公のライバルでクラスメート。現在のメダロット社社長の息子。相棒はリギングラ・クラッツクリニア。
シフォン
クラスメートで金持ち。リュウキに惚れている。ラスト直前ではガンマを無視してリュウキとのラブラブぶりをみせた。彼女の持っているメダロットは、可愛いだけではないと戦うたび本人が言っている。彼女のメダロットにはパティという名前がついている。
マスキー
クラスメートの1人でいつも子分2人を連れている。相棒はユナフィ。
ピョロリ、ボヨヨ
マスキーの子分。
MP-K隊
オーロをリーダーとするセレクト隊に代わる新たな隊。
ロボロボ団
復活した悪の組織。世界征服が目的。
アズル
ロボロボ団幹部。
ロジョ
ロボロボ団幹部。
アマリロ
ロボロボ団幹部。
謎の男
ロボロボ団幹部。正体は…。
オーロ
MP-K隊のリーダー。真の正体はロボロボ団のボスでメダロット暴走事件に関わった。最終兵器デュオカイザーを開発をしていた。
マンソン
ロボトルの世界大会の決勝で出てくるガンマの実の父。